# Café Slavia

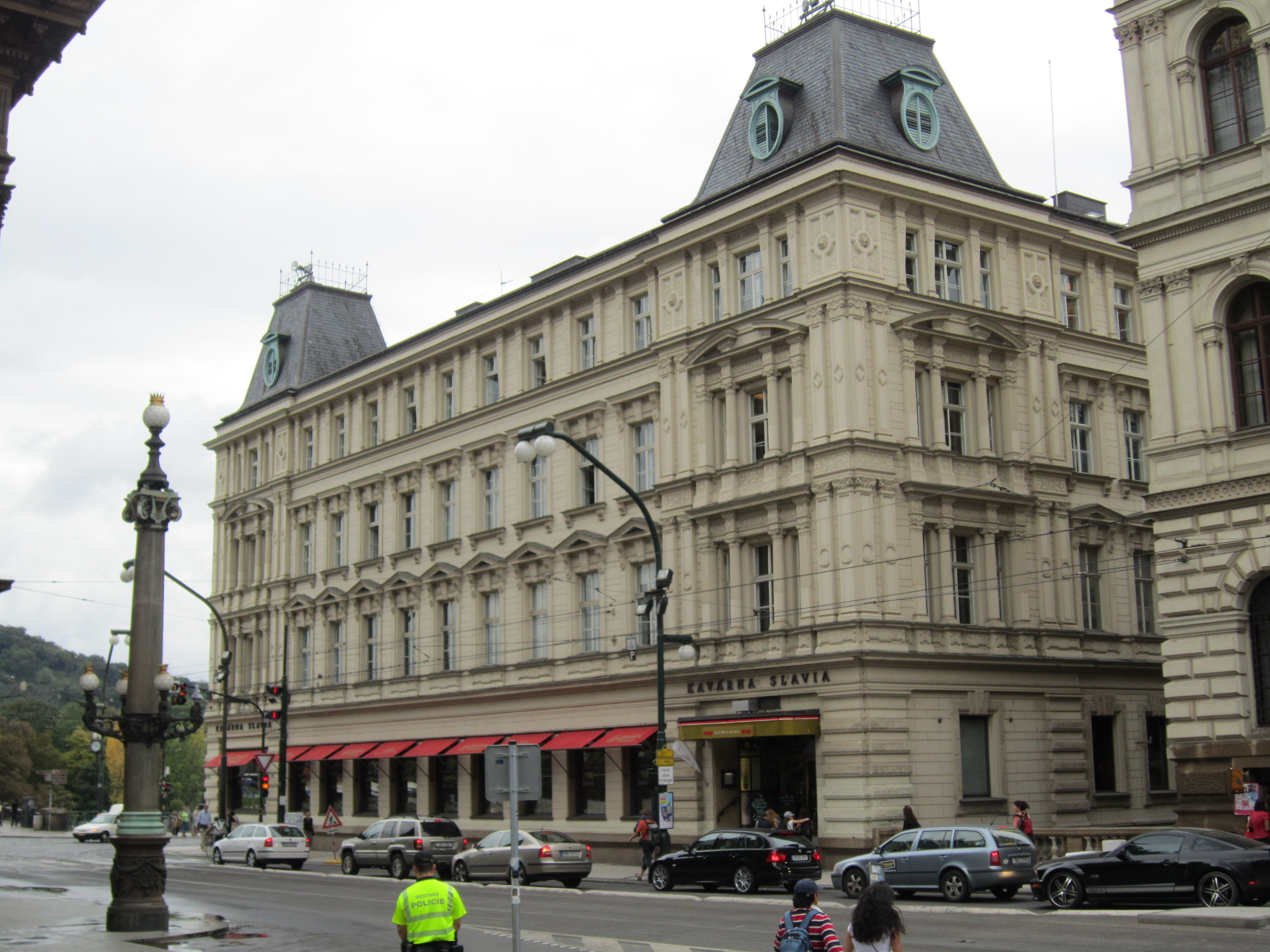
Café Slavia

Das Café Slavia (tschechisch Kavárna Slavia) (Adresse: Smetanovo nábřeží 1012/2) ist ein bekanntes Prager Künstlercafé im Stil der 1930er-Jahre am Ufer der Moldau. Der bekannteste Einrichtungsgegenstand ist das von 1901 stammende Jugendstilgemälde Der Absinthtrinker von Viktor Oliva.

## Geschichte
Das Café wurde 1884 als Theatercafé in einem dem Grafen Leopold Lažanský z Bukové gehörigen, 1861–1863 errichteten, Zinspalais Palais Lažanský (Palác Lažanských) eingerichtet. Der 1868 begonnene Bau des benachbarten tschechischen Nationaltheaters hatte das rundum liegende Gastgewerbe stimuliert.
Das Café Slavia öffnete seine Pforten am 30. August 1884 und profitierte stark vom Theater. Zu den Stammgästen zählten Bedřich Smetana (der auch zeitweilig an dieser Adresse wohnte), der Schauspieler Jindřich Mošna und der Regisseur Jaroslav Kvapil.
Das Café wurde im Laufe seiner Geschichte mehrfach umgebaut. Im Jahr 1912 mietete der Pächter Rudolf Mužík zusätzliche Räume an, die an die Divadelní-Straße angrenzten, und der Baumeister A. Blecha entwarf und führte die Entfernung weiterer Trennwände durch, um den Innenraum zu vereinheitlichen. Die Außenfenster wurden mit Markisen versehen. Einen großzügigen Umbau im Art-déco-Stil führten in den Jahren 1932–1933 Václav Fišer und sein Neffe Jaroslav Štěrba in Zusammenarbeit mit dem Architekten Oldřich Štefan durch. Das erneuerte Café Slavia mit Marmor und Holz an den Wänden, Lederboxen, großen Spiegeln und runden Tischen wurde zum Stolz der Prager Kaffeehausszene. Ein wesentlicher Eingriff war nicht nur der Abriss der restlichen Trennwände, sondern auch der Einbau großer Fenster, die den Blick auf das prächtige Panorama Prags eröffneten und das Kaffeehauspublikum visuell noch stärker mit dem Leben auf der Straße verbanden. Im Café erschienen die legendären Garderobenlifte, eine effiziente maschinelle Belüftung und hygienische Toiletten. Die Räumlichkeiten des Cafés wurden um den heutigen Bereich Parnas erweitert. Das Gemälde, das Slavia – die Mutter der Slawen – darstellte und nach der das Café benannt ist, wurde in die Sammlung der Städtischen Galerie überführt und durch das Bild „Der Absinthtrinker“ von Viktor Oliva ersetzt.
Bedeutende Besucher des Cafés Slavia
Das Café wurde traditionell von Schauspielern, Musikkomponisten und Theaterregisseuren besucht. Zu den Gästen zählten Antonín Dvořák, Jindřich Mošna, Jaroslav Kvapil, Karel Hašler, Karel Hugo Hilar, Jiří Voskovec und Jan Werich sowie später Karel Höger, Alfred Radok, Ladislav Pešek, Rudolf Hrušínský, Jana Hlaváčová und Dana Medřická. Im Café Slavia entstanden auch viele großartige Erzählungen des Duos Miloslav Šimek und Jiří Grossmann. Das Lokal wurde Treffpunkt von Autoren wie Karel Čapek, Jaroslav Seifert oder später, zur Zeit des Socialismus Václav Havel. Die avantgardistische tschechische Künstlervereinigung „Devětsil“ (deutsch: „Pestwurz“) traf sich hier.

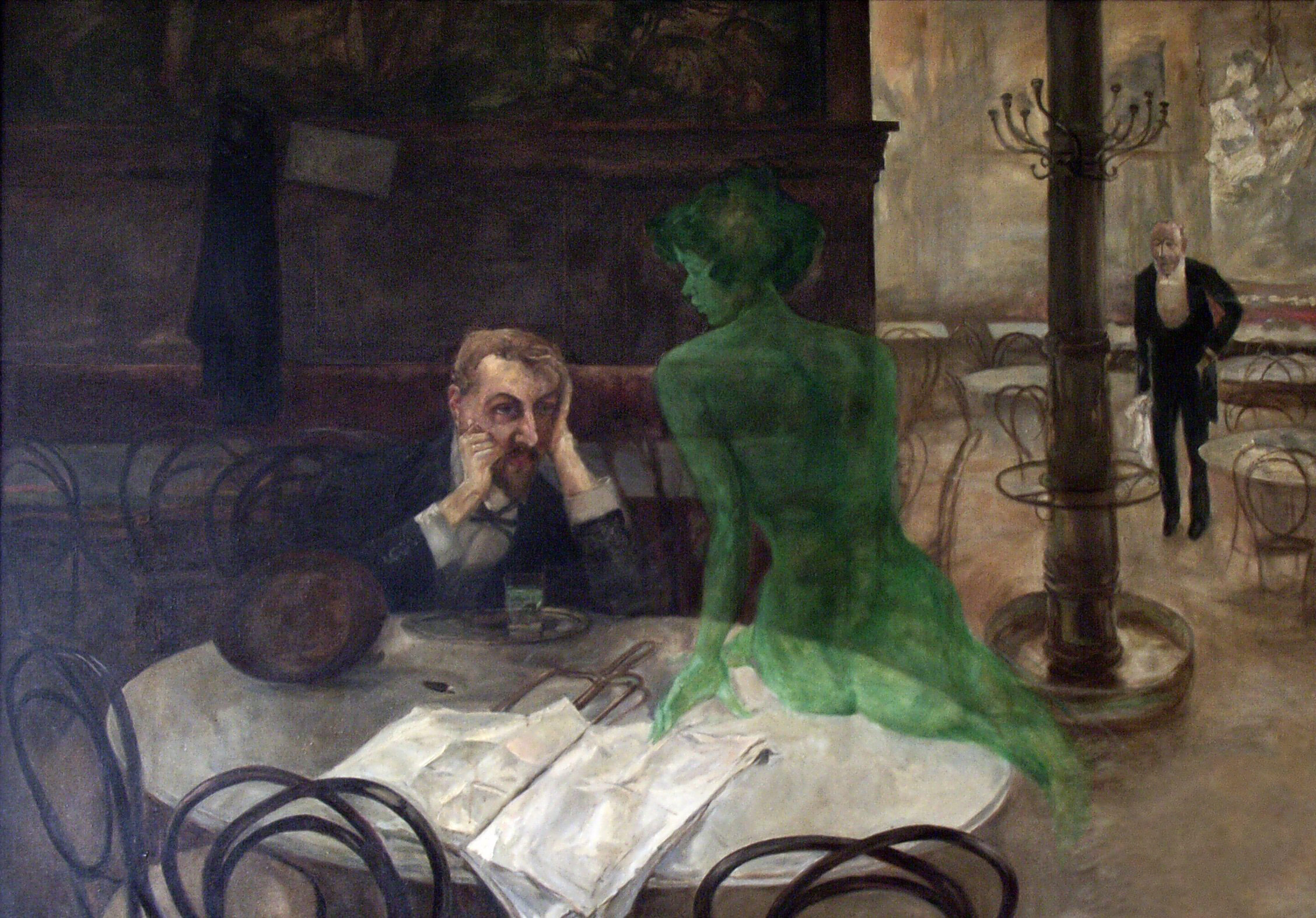
Viktor Oliva: Der Absinthtrinker (1901)

Das Lokal war von Anfang an eher national tschechisch konnotiert. Aber auch Egon Erwin Kisch und die letzte deutschsprachige Erzählerin Prags Lenka Reinerová verkehrten hier, gelegentlich versammelte sich hier auch die sog. „Freitagsrunde“.
Rainer Maria Rilke verewigte das Slavia literarisch als Café National in seinen Novellen König Bohusch und Die Geschwister. Auch im Buch Der Halleysche Komet von Jaroslav Seifert spielt es eine Rolle. In seinem Gedicht Cafe Slavia (1967) schreibt Seifert über den Besuch Guillaume Apollinaires dort:

„Dem Dichter zu Ehren wurde Absinth getrunken,

der grüner als alles Grüne ist,

und wenn wir von unserem Tisch aus dem Fenster blickten,

floss die Seine unter dem Kai.

Ach ja, die Seine!“

Nach der Befreiung im Jahr 1945 kehrte das Café zu seinem ursprünglichen Namen Slavia zurück. Im Jahr 1948 wurde das Café verstaatlicht. Das rege gesellschaftliche und kulturelle Leben ließ jedoch nicht nach. Prag wurde vom Ende der 1940er bis in die 1960er Jahre zu einem Zufluchtsort und Treffpunkt für linke Schriftsteller aus aller Welt. Jorge Amado, Pablo Neruda, Nâzım Hikmet, Roque Dalton, Nicolás Guillén, Alfredo Varela, Muhammad Mahdi Al-Jawahiri und Gabriel García Márquez trafen sich hier mit ihren tschechischen Kollegen wie Jan Drda, Vítězslav Nezval, Marie Majerová und anderen. Viele dieser Begegnungen fanden gerade im Café Slavia statt. Das Café wurde in verschiedenen Epochen auch gerne von Künstlern wie Jiří Kolář, Jan Zrzavý, Kamil Lhoták sowie von Filmregisseuren wie Miloš Forman, Jiří Menzel, Věra Chytilová oder Emir Kusturica besucht.
Ota Filip schrieb 1985 den Roman Cafe Slavia. Reiner Kunze benannte einen Unterabschnitt seines Buches Die wunderbaren Jahre nach dem Café.
Die Gegenwart
Im Jahr 1989 wurde das Café an die Firma HN Gorin vermietet, einen amerikanischen Investmentfonds, der versprach, das Café zu renovieren. Die Statik des Gebäudes war durch umfangreiche Umbauten im Jahr 1912 und insbesondere in den Jahren 1932–33 erheblich beeinträchtigt worden. Doch anstatt das Café wieder zu eröffnen, blieb es trotz der Proteste der Prager bis 1997 geschlossen. Erst nach einer Intervention von Václav Havel und einer anschließenden aufwendigen Generalsanierung durch die Firma Centrotex wurde der Betrieb wieder aufgenommen.
Im August 2024 wurde im Gebäude an der Národní Nr. 1 die Bar Forbína eröffnet. Der Eingang zum Objekt befindet sich im gemeinsamen Foyer mit dem Café Slavia. Bis in die 1930er Jahre befand sich hier ein Billardsaal mit dem berühmten Gemälde „Der Absinthtrinker“ von Viktor Oliva. Nach dem Krieg war hier ein Restaurant untergebracht, und nach einer Renovierung Ende der 1990er Jahre wurde der Raum um einen großen Bartresen ergänzt. Das Interieur der neuen Bar wurde vom Architekturbüro Olgoj Chorchoj entworfen. Bestandteil der Bar sind auch originale Intarsienarbeiten von Michal Bačák, die frei an die historischen Intarsien im Restaurant Parnas anknüpfen.